# مپال
مپال (به انگلیسی: Mepal) یک روستا و محله مدنی در بریتانیا است که در کمبریج‌شر شرقی واقع شده‌است. مپال ۹۸۲ نفر جمعیت دارد.